# Ботель, Генрих
Генрих Ботель (нем. Heinrich Botel, погиб в битве при Дурбе 13 июля 1260) — рыцарь Тевтонского ордена, вице-ландмейстер Пруссии в 1252—1253 годах, одновременно — Маршал Тевтонского ордена (с 1244/46 года до 1260). 7 февраля 1249 года от лица ордена заключает второй договор о мире с прусскими племенами натангов, вармов и помезанов. В 1260 году руководил вместе с Буркхардом фон Хорнхаузеном, магистром Ливонского ордена, походом в Литву, закончившимся битвой рыцарей с жямайтийскими войсками при Дурбе. Крестоносцы потерпели сокрушительное поражение, погибло 150 рыцарей, в том числе и Маршал ордена.